# Tropiocolotes tripolitanus
Espèce
Statut de conservation UICN

 LC  : Préoccupation mineure
Tropiocolotes tripolitanus est une espèce de geckos de la famille des Gekkonidae.

## Répartition
Cette espèce se rencontre au Maroc, en Mauritanie, au Mali, au Niger, en Algérie, en Tunisie, en Libye, en Égypte et au Soudan.

## Description
C'est un gecko terrestre, nocturne et insectivore. Il est de petite taille (5-7cm, dont la moitié pour la queue), doré et brun, avec des lignes noires sur le corps.
Les mâles présentent un renflement, le logement des hémipénis, à la base de la queue. À cause de leur petite taille, il est parfois difficile de bien les distinguer.
C'est un des rares geckos grégaires.

## Liste des sous-espèces
Selon The Reptile Database (7 novembre 2012) :
- Tropiocolotes tripolitanus apoklomax Papenfuss, 1969
- Tropiocolotes tripolitanus occidentalis Parker, 1942
- Tropiocolotes tripolitanus tripolitanus Peters, 1880

Les sous-espèces Tropiocolotes tripolitanus algericus et Tropiocolotes tripolitanus somalicus ont été élevées au rang d'espèce.

## Reproduction
La maturité est atteinte au bout d'un an. Ces geckos peuvent se reproduire toute l'année. La simulation d'un hiver peut aider (cinq semaines à environ 15 °C).
Les pontes ont lieu durant le printemps et l'été, mais des pontes peuvent apparemment avoir lieu à d'autres moments, mais moins fréquemment. Les œufs incubent un peu moins de deux mois à 27-28 °C.
Les petits mesurent 15 mm à la naissance.

## Publications originales
- Papenfuss, 1969 : Preliminary analysis of the reptiles of arid central West Africa. Wasmann Journal of Biology, vol. 27, p. 249-325.
- Parker, 1942 : The lizards of British Somaliland. Bulletin of the Museum of Comparative Zoology Harvard, vol. 91, n. 1, p. 1–101 (texte intégral).
- Peters, 1880 : Über die von Hrn. Gerhard Rohlfs und Dr. A. Stecker auf der Reise nach der Oase Kufra gesammelten Amphibien. Monatsberichte der Königlich Preussischen Akademie der Wissenschaften zu Berlin, vol. 1880, p. 305-309  (texte intégral).